# Microedma
Microedma là một chi bướm đêm thuộc họ Noctuidae.

## Các loài
- Microedma extorris Warren, 1913